# Atentado al Capitolio de los Estados Unidos de 1983
El atentado con bomba en el Senado de los Estados Unidos de 1983 fue una explosión de una bomba en el Senado de los Estados Unidos el 7 de noviembre de 1983, como protesta contra la participación militar de los Estados Unidos en el Líbano y Granada. El ataque provocó un aumento de la seguridad en el área metropolitana de Washington D. C. y la inaccesibilidad de ciertas partes del edificio del Senado. Seis miembros de la Unidad de Resistencia Armada radical de extrema izquierda (también conocida como Conspiración de la Resistencia) fueron arrestados en mayo de 1988 y acusados del atentado, así como de los atentados relacionados con Fort McNair y el Astillero Naval de Washington que ocurrieron el 25 de abril de 1983 y 20 de abril de 1984, respectivamente.

## Contexto histórico
En octubre de 1983, Estados Unidos invadió la nación insular de Granada y reemplazó al gobernante Movimiento New Jewel de orientación marxista-leninista por el gobierno parlamentario anterior a instancias del gobernador general Paul Scoon. La invasión comenzó tras el violento derrocamiento del primer líder socialista del país, Maurice Bishop, debido a una lucha de poder con su vice primer ministro y posteriores manifestaciones masivas. La invasión, junto con la participación de Estados Unidos en una fuerza de mantenimiento de la paz en el Líbano, llevó al grupo militante de izquierda Conspiración de la Resistencia a planificar el atentado con bomba en el Senado, así como otros ataques similares.

## Bombardeo
El 7 de noviembre de 1983, el Senado levantó la sesión a las 7:02 pm. Durante las dos horas siguientes se celebró una recepción muy concurrida cerca de la Cámara del Senado. A las 10:58 pm hubo una explosión en el segundo piso del ala norte del Capitolio; los pasillos adyacentes estaban en su mayoría desocupados en ese momento.
Unos minutos antes de la explosión, se envió un mensaje grabado a la redacción del Washington Post y a la centralita del Capitolio, afirmando representar a la Unidad de Resistencia Armada y advirtiendo que una bomba estaba a punto de ser detonada cerca de la Cámara del Senado en represalia por las recientes participaciones militares estadounidense en Granada y Líbano. La Unidad de Resistencia Armada también conspiró para asesinar a Henry Kissinger.
La fuerza del artefacto explosivo, colocado debajo de un banco en el extremo este del corredor fuera de la Cámara, voló la puerta de la oficina del líder demócrata Robert C. Byrd. El senador Byrd era un partidario activo de la participación en Granada y recientemente había intentado obtener apoyo para tomar represalias contra los recientes ataques contra marines estadounidenses estacionados en el Líbano. La explosión de la bomba también abrió un agujero en un tabique de la pared, enviando ladrillos pulverizados y yeso al guardarropa republicano; las ventanas de cristal del guardarropa terminaron rotas. Se produjeron grandes daños en los arcos, las paredes y el suelo de baldosas cerca de la explosión. Un reloj de pie que había estado en la cámara del Senado desde 1859 fue destruido y seis pinturas fueron arrancadas, trituradas o dañadas, incluido un retrato de Daniel Webster que resultó gravemente dañado. Miembros del Senado recuperaron fragmentos del cuadro. Un conservador trabajó durante meses para restaurar la pintura a una apariencia parecida al original.
La explosión no causó daños estructurales al Capitolio. Los funcionarios calcularon daños por 1.000.000 de dólares.

## Conspiración de la Resistencia
El grupo Conspiración de la Resistencia era una rama con sede en Estados Unidos de la organización comunista más amplia conocida como Orden Comunista 19 de Mayo. Este grupo existió desde su primer ataque en 1976 hasta ataques posteriores en 1985. A lo largo de la vida de la organización, se cometieron veinte incidentes de terrorismo interno, incluido un asesinato. La organización también se conoce como Unidad de Resistencia Armada, Resistencia Guerrilla Roja y Grupo de Lucha Revolucionaria.
A principios de ese año, el 25 de abril de 1983, se detonó una pequeña bomba en el Colegio Nacional de Guerra de Fort McNair en Washington D. C. Una llamada que llegó a UPI antes del ataque mencionaba el «imperialismo estadounidense». El National War College es donde los oficiales militares estadounidenses reciben formación de alto nivel. Tras el ataque, fue inmediatamente acordonado. Respecto al dispositivo que provocó la explosión, el coronel Jamie Walton del ejército comentó que «parecían ser de 5 a 10 libras (aproximadamente 2-4 kg) de explosivos desconocidos detonados por algún tipo de dispositivo de sincronización». El coronel Walton también informó que no hubo heridos, aunque sí daños superficiales en el exterior del edificio.
Un año después, el 24 de abril de 1984, un grupo autodenominado Movimiento de Resistencia Guerrillera asumió la responsabilidad de un atentado con bomba en el Club de Oficiales del Astillero Naval de Washington. Los motivos del bombardeo fueron la oposición a la política estadounidense en Centroamérica y la independencia de Puerto Rico. La explosión en el Club de Oficiales ocurrió a la 1:50 a. m. Un portavoz del FBI dijo que fue causado por una poderosa bomba colocada debajo de un sofá cerca de la entrada del club. La explosión voló ventanas, derribó parte del techo y dañó el interior del edificio de ladrillo de tres pisos. El edificio estaba vacío en ese momento y nadie resultó herido.

## Respuesta
A los pocos minutos de la explosión, una docena de camiones de bomberos y cuatro ambulancias llegaron al frente oeste del Capitolio mientras agentes con perros policía comenzaban a buscar pistas en el área. Los testigos afirmaron haber escuchado una fuerte explosión y haber visto humo en el Capitolio. Los funcionarios del FBI determinaron que la bomba era un dispositivo altamente explosivo con sincronización retardada, que consistía en cartuchos de dinamita con un reloj de bolsillo como cronómetro.
Un grupo autodenominado Unidad de Resistencia Armada se atribuyó la responsabilidad del atentado. El grupo envió por correo un comunicado grabado a la Radio Pública Nacional declarando: «Dirigimos nuestro ataque deliberadamente a las instituciones del gobierno imperialista en lugar de a miembros individuales de la clase dominante y del gobierno. No elegimos matar a ninguno de ellos esta vez. Sin embargo, sus vidas no son sagradas».
Después de una investigación de cinco años, agentes federales arrestaron a seis miembros del grupo conspirativo Resistencia Armada, el 12 de mayo de 1988, y los acusaron de bombardear el Capitolio, así como Fort McNair y el Astillero Naval de Washington. El 6 de diciembre de 1990, el juez federal Harold H. Greene condenó a Laura Whitehorn y Linda Evans a prisión por conspiración y destrucción maliciosa de propiedad del gobierno. El tribunal retiró los cargos contra tres coacusados, dos de los cuales (incluida Susan Rosenberg) ya cumplían penas de prisión por delitos relacionados. Whitehorn fue sentenciado a 20 años; Evans, a 5 años, concurrentes con 35 años por compra ilegal de armas.
El 20 de enero de 2001, día en que dejó el cargo, el presidente Bill Clinton conmutó las sentencias de Evans y Rosenberg.
El área fuera de la Cámara del Senado, anteriormente abierta al público, quedó cerrada permanentemente después del atentado de 1983. Los funcionarios del Congreso también establecieron un sistema que requiere tarjetas de identificación del personal para la entrada e instalaron detectores de metales en las entradas de los edificios. Estos detectores de metales se sumaron a los que ya estaban instalados en las puertas de la Galería de la Cámara luego de un bombardeo anterior al Capitolio en 1971.